# Zech Medley
Zech Medley, all'anagrafe Zechariah Joshua Henry Medley (Greenwich, 9 luglio 2000), è un calciatore inglese, difensore del Fleetwood Town.

## Carriera

### Club
Nato in Inghilterra da genitori di origini giamaicane, è cresciuto nel settore giovanile dell'Arsenal. Ha esordito con i Gunners il 29 novembre 2018 disputando l'incontro di Europa League vinto per 0-3 contro il Vorskla, sostituendo Rob Holding al minuto '60. A causa del poco spazio in squadra, dove in due anni riesce solamente a giocare una partita in FA Cup e due partite nella fase a gironi dell'Europa League, nel 2020 viene mandato in prestito al Gillingham, in terza divisione, per l'intera stagione. Nel gennaio 2021, viene annunciato l'interruzione del prestito al Gillingham e viene girato agli scozzesi del Kilmarnock con la medesima formula. In estate viene acquistato a titolo definitivo dai belgi dell'Ostenda.

### Nazionale
Ha militato nella nazionale inglese Under-16.

## Statistiche

### Presenze e reti nei club
Statistiche aggiornate al 13 maggio 2022.
| Stagione        | Squadra         | Campionato      | Campionato | Campionato | Coppe nazionali | Coppe nazionali | Coppe nazionali | Coppe continentali | Coppe continentali | Coppe continentali | Altre coppe | Altre coppe | Altre coppe | Totale | Totale |
| Stagione        | Squadra         | Comp            | Pres       | Reti       | Comp            | Pres            | Reti            | Comp               | Pres               | Reti               | Comp        | Pres        | Reti        | Pres   | Reti   |
| --------------- | --------------- | --------------- | ---------- | ---------- | --------------- | --------------- | --------------- | ------------------ | ------------------ | ------------------ | ----------- | ----------- | ----------- | ------ | ------ |
| 2018-2019       | Arsenal         | PL              | 0          | 0          | FACup+CdL       | 1+0             | 0               | UEL                | 2                  | 0                  |             | -           | -           | 3      | 0      |
| 2019-2020       | Arsenal         | PL              | 0          | 0          | FACup+CdL       | 0               | 0               | UEL                | 0                  | 0                  |             | -           | -           | 0      | 0      |
| Totale Arsenal  | Totale Arsenal  | Totale Arsenal  | 0          | 0          |                 | 1               | 0               |                    | 2                  | 0                  |             | -           | -           | 3      | 0      |
| 2020-gen. 2021  | Gillingham      | FL1             | 12         | 0          | FACup+CdL       | 0+2             | 0               |                    | -                  | -                  | FLT         | 4           | 0           | 18     | 0      |
| gen.-mag. 2021  | Kilmarnock      | SP              | 8          | 1          | CS+CdL          | 2+0             | 0               |                    | -                  | -                  |             | -           | -           | 10     | 1      |
| 2021-2022       | Ostenda         | D1              | 18         | 1          | CB              | 2               | 0               |                    | -                  | -                  |             | -           | -           | 20     | 1      |
| Totale carriera | Totale carriera | Totale carriera | 38         | 2          |                 | 7               | 0               |                    | 2                  | 0                  |             | 4           | 0           | 51     | 2      |